# استراسبورگ (داکوتای شمالی)
استراسبورگ(به انگلیسی: Strasburg) شهری در ایالت داکوتای شمالی کشور ایالات متحده آمریکا است که جمعیت آن در سرشماری سال ۲۰۱۰ میلادی، ۴۰۹ نفر بوده‌است.